# Marktbreit
Marktbreit é uma cidade da Alemanha, localizado no distrito de Kitzingen, no estado de Baviera.